# Еврейский дом
Еврейский дом (ивр. הבית היהודי‎ — «ха-Баит ха-Йехуди») — политическая правая национально-религиозная партия Израиля. Партия была создана в ноябре 2008 года, после раскола партии МАФДАЛ, на основе части депутатов от партий МАФДАЛ, Ткума и Моледет.

## История партии
Еврейский дом был создан в декабре 2008 года, перед роспуском кнессета 17-го созыва и перед выборами в кнессет 18-го созыва, как продолжение объединения Ихуд Леуми-МАФДАЛ, которая в конечном итоге объединяла 9 депутатов кнессета из 4-х партий: АХИ, Моледет, МАФДАЛ и Ткума, цель которых была объединить правые партии с религиозно-масортим уклоном.
3 декабря, партия Ихуд Леуми-МАФДАЛ, обратилась в комиссию кнессета с просьбой об изменении названия партии на «Еврейский дом, основанный на МАФДАЛ и Ихуд Леуми». Имя партии было выбрано согласно опросу на сайте партии, где так же можно было предложить кандидатов в партию и выбрать её логотип.
Эфи Эйтам из партии АХИ и Эльяху Габай из МАФДАЛ решили не присоединяться к новой объединённой партии и перешли в партию Ликуд. В то же время Арье Эльдад покинул партию Моледет и создал новую партию Ха-Тиква. Цви Гендель из партии Ткума и Ицхак Леви из партии АХИ покинули кнессет. Таким образом, из 9 членов партии осталось 4 — Звулун Орлев, Нисан Сломянски из МАФДАЛ, Ури Ариэль из Ткума и Бени Элон из Моледет.
После решения о создании партии был выбран независимый «Общественный совет» из 40 членов во главе с Яаковом Амидрором для создания списка партии для выборов. Совету была дана полная свобода в определении способа выборов, но рекомендовали, чтобы председатель партии определялся в предварительных выборах открыто для общественности. Сами члены комитета не смогут избираться в кнессет или на другую работу в партии. Также рекомендовалось, чтобы в первой десятке мест в списке были места для женщин, масортим и новых кандидатов.
Совет постановил воздержаться от предварительных выборов, и 8 декабря совет выбрал Даниэля Гершковича председателем партии.
17 декабря Совет определил список партии. На втором месте Звулун Орлев, на третьем — Ури Ариэль, на четвёртом Шули Муалем, на пятом Ури Орбах, на шестом Нисан Сломянски, на восьмом Дани Даян, на девятом Сар-Шалом Джерби.
25 декабря 2008 года, покинул партию Ури Ариэль для создания заново партии Ихуд Леуми, чем вызвал гнев председателя совета Яакова Амидрора.
В конечном итоге из первоначального состава в 9 человек в «Еврейский дом, основанный на МАФДАЛ и Ихуд Леуми» остались лишь 2 представителя из МАФДАЛ.

### Кнессет 18-го созыва
На выборах в феврале 2009 года партия «Еврейский дом» получила 3 места в кнессете : 
- Даниэль Гершкович — получил портфель министерства науки и технологии Израиля
- Звулун Орлев
- Ури Орбах

При формировании Биньямином Нетанияху 32 правительства Израиля  Д. Гершкович получил портфель министерства науки и технологии.

### Перед выборами в Кнессет 19-го созыва
В мае 2012 года в связи с досрочными выборами в Кнессет 19-го созыва на сентябрь 2012 года, «Еврейский дом» и Ихуд Леуми сообщили о решении идти общим списком в кнессет, но вскоре партия Кадима вошла в коалицию, и досрочные выборы были отменены.
18 октября 2012 года, когда досрочные выборы в кнессет были окончательно назначены на январь 2013 года, «Еврейский дом» и Ихуд Леуми снова сообщили о решении идти общим списком в кнессет.
В результате подготовки к праймериз 3 кандидата заявили о желании занять пост главы партии: Звулун Орлев, Даниэль Гершкович и Нафтали Беннет, который присоединился к партии с друзьями из израильского национально-сионистского движения «Мой Израиль» — раввином Авихаем Ронцки и Аелет Шакед. Ближе к концу гонки за пост главы партии Даниэль Гершкович отказался от кандидатуры, поддержав Звулуна Орлева. Вместо Даниэля Гершковича вступил в борьбу ранее неизвестный житель Иерусалима Йехуда Коэн, подавший заявление на участие за две недели до праймериз.
6 ноября 2012 года состоялись выборы главы партии «Еврейский дом», в которых победил Нафтали Беннет, получивший 2/3 голосов. Звулун Орлев решил покинуть политику.
13 ноября состоялись выборы списка партии: первое место (второе после Нафтали Беннета) занял Нисан Сломянски, второе — Аелет Шакед, третье — Ури Орбах, за ним Ави Ворцман, Моти Йогев и другие.
29 ноября «Еврейский дом» и то, что осталось от партии Ихуд Леуми, которая раскололась — то есть фактически партия Ткума, пришли к соглашению идти совместным списком. Был согласован общий список, во главе которого встал Нафтали Беннет. 6 из 10 первых членов списка — представители «Еврейского дома».
В конечном итоге в список вошли Нафтали Беннет, Ури Ариэль, Нисан Сломянский, Эли Бен-Дахан, Аелет Шакед, Ури Орбах, Звулун Кальфа, Ави Ворцман, Моти Йогев, Орит Струк.

### Выборы в Кнессет 25-го созыва и слияние
В 2022 году на выборах в Кнессет 25-го созыва партия получила 0 мест при 1.19% голосов избирателей.
В августе 2023 года партия слилась с «Религиозным сионизмом» в партию «Национальная религиозная партия – Религиозный сионизм».

## Идеология и принципы
Фракция основана на религиозно-сионистских партиях, проводит сионистскую идеологию и поддерживает правое движение в Израиле. Фракция поддерживает и поселенческую деятельность. Фракция решила во главе приоритетов поставить образование в Израиле (считает, что образование в Израиле находится в кризисе). Кроме того, фракция намерена укрепить еврейский характер государства Израиль и поддерживать и пропагандировать важность моральной чистоты и прямоты.
Программа партии:
1. Задача: мы стремимся к восстановлению традиционного еврейского и сионистского духа государства Израиль и народа Израиля.
2. Еврейское государство: государство Израиль является еврейским демократическим государством. Мы стремимся к укреплению еврейского характера страны и будем бороться против тех, кто старается превратить Израиль в государство всех граждан. Однако мы поддерживаем права национальных меньшинств, в том числе арабов.
3. Еврейское и сионистское образование: мы стремимся к укреплению еврейского сионистского самосознания всех детей в стране. Ценности: любовь к ближнему, народу и стране. Каждый ребёнок должен хорошо знать наше прошлое и иметь достойные примеры для подражания. Авраам, Моше, Давид, пророки, мужи Великого собрания, Рамбам, Герцль, основатели сионизма, Давид Бен-Гурион и народные лидеры, герои Израиля Йони Нетанияху, Хана Сенеш, Иуда Маккаби и Рои Кляйн, благословенной памяти. Современное состояние государственной системы образования очень тяжелое. За последние годы количество часов на изучение еврейской истории, литературы и Танаха уменьшилось на 50 %. Многие ученики не знают историю периода Второго Храма и не знакомы с наследием Израиля. Наша первоочередная задача состоит в создании отдела еврейского сионистского образования в государственных школах Израиля.
4. Свободная экономика с социальной защищенностью: государство Израиль является примером беспрецедентного экономического успеха. Тем не менее, значительная часть населения не пользуется плодами преуспевания. Мы стремимся к равенству возможностей и предоставлению достойной жизни для всех молодых людей в Израиле. Этого можно достичь с помощью серьёзного улучшения системы образования, повышения конкурентоспособности рынка, устранения монополий (современный рынок сотовых компаний) и снижения налогов для среднего класса. Государство Израиль обязано обеспечить достойную жизнь для тех людей, кто не в состоянии прокормить себя.
5. Равные возможности и уменьшение социального неравенства с помощью образования: социальное неравенство является самой большой несправедливостью в Израиле. Вот данные: существует почти полная корреляция между экономическим положением ребёнка и результатами психометрического экзамена. То есть, шансы добиться успеха в жизни у ребёнка из бедной семьи намного ниже, чем у ребёнка из богатой семьи. Мы не социалисты. Однако мы верим в необходимость предоставления равных возможности для каждого ребёнка в начале жизни, что не существует сегодня. Это можно исправить с помощью системы образования, которая даст необходимые знания каждому ребёнку, независимо от происхождения. Для создания равных возможностей, правительство обязано предоставить значительные преимущества жителям периферии. Мы стремимся к предоставлению равных начальных условий и возможностей для каждого ребёнка в Израиле.
6. Укрепление образовательных заведений религиозного сионизма. Уравнение финансирования с заведениями ШАС и доходов на основе финансирования. Наши молодёжные движения, подготовительные курсы, академии и йешивы находятся в опасности. Каждый год мы вынуждены просить о новом финансировании. Наши расходы на образование не являются справедливыми: стоимость детского образования в йешиве достигла стоимости учебного года в университете. Родители четырёх детей изнемогают от гнета расходов на основное образование, а родители 6 — 8 не в состоянии продолжать оплачивать образование детей. В учебных заведениях ШАС ситуация прямо противоположная — существует постоянная и растущая поддержка. Нет необходимости в дополнении платы за обучение со стороны родителей. Это вытекает из политической слабости религиозного сионизма. С тремя мандатами, с нами не считаются. С 12 мандатами, мы станем основной политической силой. Нашей целью является освобождение родителей от необходимости дополнять расходы на образование и обеспечение финансирования религиозных сионистских учреждений на основе бюджета.
7. Сбалансированный суд: мы выступаем против чрезмерного влияния судов в стране. То есть, против чрезмерного вмешательства Верховного суда и адвокатуры в политику и определение государственного духа. Мы также считаем, что Верховный суд находится под влиянием группы с левой идеологией, и не отражает мнение израильской общественности. Мы стремимся к тому, чтобы судебная система отражала ценности еврейского и сионистского государства, а мнения высших должностных лиц судебной системы отражались пропорционально среди мнений израильской общественности. Это можно достичь с помощью принятия нового закона о выборе судей, который положит конец положению, когда судьи назначают себя сами.
8. Сбалансированные средства массовой информации: мы стремимся к более сбалансированным средствам массовой информации в Израиле. Сегодня большинство высших сотрудников СМИ занимают левую часть политической карты. Это положение нарушает свободу слова в стране.
9. Арабо-израильский конфликт и будущее Иудеи и Самарии: на израильском рынке идей существует только два решения: создание палестинского государства на большей части Иудеи и Самарии или полная аннексия Иудеи и Самарии с двумя миллионами живущих там арабов. По нашему мнению, эти решения не подходят. Они представляют опасность для будущего государства Израиль с точки зрения безопасности, демографии и идеологии. Руководство палестинцев хочет не только Иудею и Самарию, а весь Израиль. В настоящее время эта проблема не имеет идеального решения. Предлагаемый нами план действий: תכנית ההרגעה- מתווה מעשי לניהול הסכסוך הישראלי-פלסטיני"  (иврит)
10. Защита солдат Цахала: солдаты Цахала защищают народ Израиля. Наш долг защитить их от судебных преследований и международных исков, инициированных левыми пост-сионистскими движениями «Еш Гвуль», «Бецелем» и т. д. Мы работаем над принятием закона о прекращении финансирования антиизраильских объединений.
11. Международная пропаганда: образ Израиля в мире выглядит не очень хорошо. Мы стремимся к улучшению международного статуса Израиля, но не на основе уступок и заискивания. Мы подчеркиваем главный факт: земля Израиля принадлежит еврейскому народу с библейских времен, только в этой стране наш народ может жить и процветать. Государство Израиль является островком демократии и свободы в океане тоталитарных арабских режимов. Это авангард западного мира против исламизма.
12. Заселение всей территории страны: Израиль стал государством Тель-Авив. Это историческая ошибка, которая нуждается в исправлении. Мы стремимся к заселению всей территории страны: Негева, Иудеи, долины Иордана, Аравы, Шомрона, Галилеи и Голанских высот. С помощью улучшения транспортной системы, поощрение проживания на периферии и программы национальных приоритетов.
13. Еврейство диаспоры: Израиль является не только страной живущих в ней граждан, но и страной для евреев диаспоры. В последние десятилетия страна прилагала мало усилий для укрепления связей с еврейской диаспорой. За исключением отдельных проектов, таких как «Таглит», мы не берем ответственность за евреев диаспоры. Мы стремимся к укреплению еврейского самосознания и связей с еврейской диаспорой. Мы понимаем, что они являются частью нашего народа, хотя и не живут в Израиле. Одновременно необходимо активизировать усилия для поощрения массовой алии в Израиль евреев всего мира.
14. Религия и государство: Израиль является еврейским и демократическим государством. Характер страны необходимо определить с помощью общественного диалога на основе Танаха и учения пророков. Следует избегать навязывания религиозного или светского законодательства. Необходимо обновить статус еврейского закона в стране. Главный раввинат должен с любовью оказывать услуги населению. Для этого необходимо обновить статус раввинов религиозного сионизма. Мы считаем, что существование сильного общества в Израиле возможно с помощью диалога и обсуждения, и стремимся к этому. Хорошим примером является соблюдение Йом Киппура. Этот день соблюдает все общество, независимо от законодательства.
15. Гражданская и военная служба: мы считаем, что изучение Торы представляет фундаментальную ценность и жизненно важный интерес для государства Израиль. Мы также знаем, что есть десятки тысяч молодых людей, которые не изучают Тору, но получают незаконное освобождение от военной службы. Мы стремимся к постепенному приему харедим на работу и военную службу.
16. Отношение к арабскому меньшинству: государство Израиль допустило две ошибки. Оно проявило сдержанность перед подстрекательством арабских элементов, которые стремятся уничтожить Израиль, и дискриминирует арабов, которые хотят интегрироваться в израильское общество. Мы будем действовать с точностью до наоборот. Устранение пятой колонны и поощрение арабских граждан, лояльных государству Израиль.
17. Сохранение народной земли: государство Израиль теряет землю в Галилее и Негеве. Массивное незаконное строительство бедуинов в Негеве приводит к потере земельных участков, уменьшению власти закона и созданию практической автономии на территории страны. Мы стремимся к обеспечению законности и правопорядка в Негеве и Галилее, основательном решении проблемы незаконного строительства и захвата земель, и строительству еврейских поселений на этих территориях.
18. Прекращение наплыва нелегальных мигрантов и сохранение еврейского характера демографии Израиля: государство Израиль превратилось в бюро по трудоустройству африканского континента. Десятки тысяч жителей Эритреи и Судана проходят огромные расстояния для получения награды — работы и заработка в Израиле. Заборы не способны их остановить. Есть только одно средство — прекращение работы в Израиле. Если исчезнет награда, исчезнет и мотивация проникнуть в Израиль. Полное прекращение приема на работу нелегальных мигрантов — трудный и жесткий способ. Но другого пути нет. Это единственный способ предотвратить проникновение миллиона нелегальных мигрантов из Африки в течение пяти лет.

## Представители партии в кнессете
| Кнессет                     | Депутаты |
| --------------------------- | --- |
| Кнессет 17-го созыва (2006) | 9 представителей партии: - Звулун Орлев - Эфи Эйтам - Арье Эльдад - Ури Ариэль - Бени Элон - Элияху Габай - Цви Гендель - Ицхак Леви - Нисан Сломянски |
| Кнессет 18-го созыва (2009) | 3 представителя партии: - Даниэль Гершкович(получил портфель министерства науки и технологии Израиля) - Звулун Орлев - Ури Орбах                       |

## Депутаты от партии Еврейский дом в кнессете 19-го созыва
1. Нафтали Беннет
2. Ури Ариэль
3. Нисан Сломянски
4. Эли Бен Даган
5. Айелет Шакед
6. Ури Орбах
7. Звулун Клафа
8. Ави Варцман
9. Моти Йогев
10. Орит Струк
11. Йони Ситбон
12. Шули Муалем